# Myiarchus validus
Myiarchus validus là một loài chim trong họ Tyrannidae.